# Arnoldiola brevicornis
Arnoldiola brevicornis är en tvåvingeart som först beskrevs av Ephraim Porter Felt 1907.  Arnoldiola brevicornis ingår i släktet Arnoldiola och familjen gallmyggor.
Artens utbredningsområde är New York. Inga underarter finns listade i Catalogue of Life.